# Chiesa della Vittoria (Thugga)
La chiesa della Vittoria (in francese: Église de Victoria) è un antico luogo di culto cristiano risalente all'epoca romana posta nell'area del sito archeologico di Thugga, nel governatorato di Béja in Tunisia. Rappresenta l'unico monumento di questo genere nella zona e risale al IV secolo.

## Storia

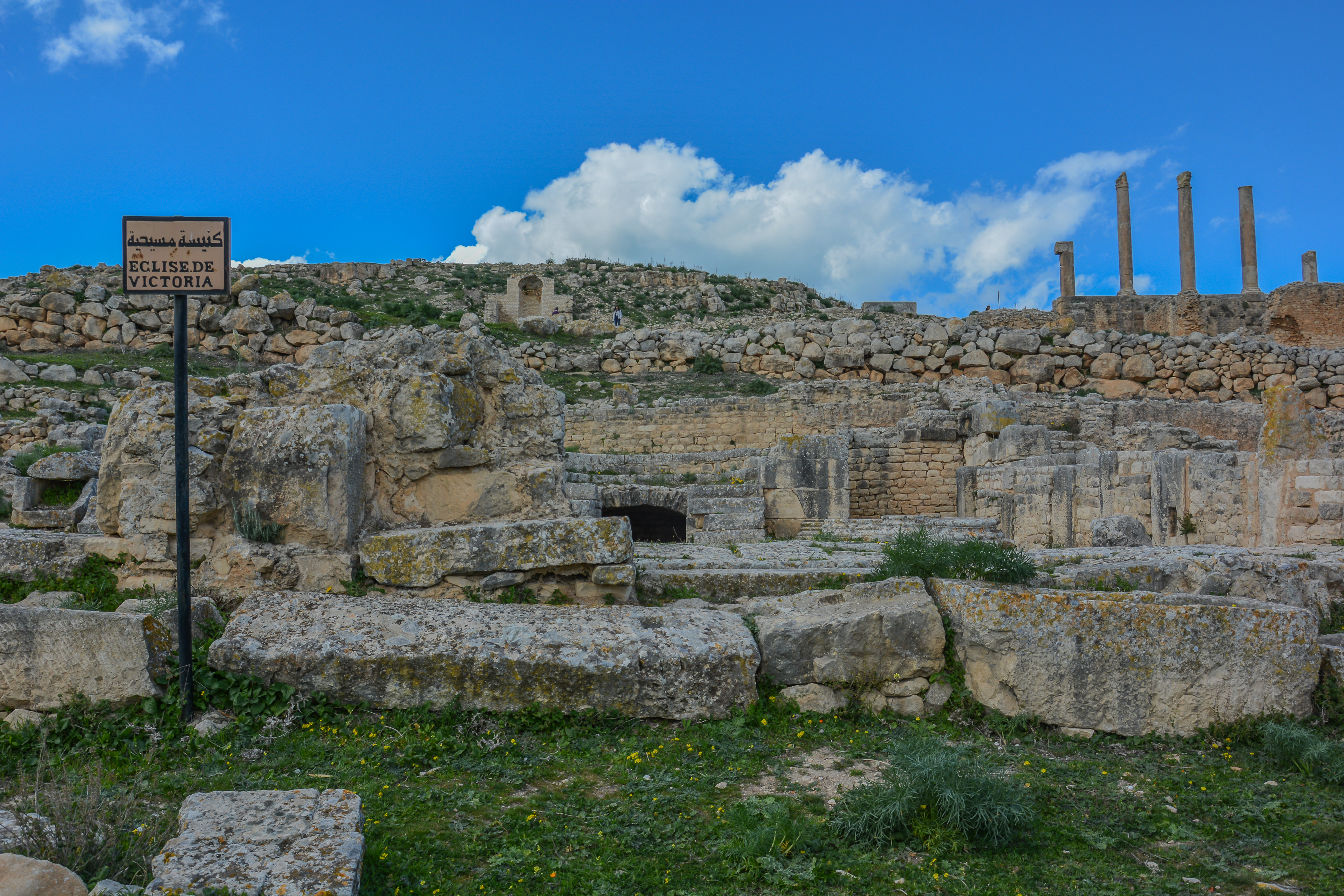
Chiesa della Vittoria

La chiesa venne edificata dalla primitiva comunità cristiana a partire dal IV secolo dove in precedenza si trovava un cimitero pagano e ultimata il secolo successivo, prima dell'invasione dell'Africa da parte dei Vandali nel 439. Abbandonata e ridotta a rudere venne scoperta e riportata alla luce nel XX secolo. Dal 13 marzo 1912 è stata dichiarata monumento di interesse nazionale.

## Descrizione
Le rovine dell'edificio rappresentano uno dei pochissimi monumenti cristiani nell'intera area archeologica. La parte visibile esterna è ridotta alle strutture della pianta e delle pavimentazione e si trova nelle vicinanze del tempio pagano dedicato a Saturno. Nella parte absidale si trova il sarcofago con una incisione che si riferisce a Vittoria che si dedicò a Dio, senza altri particolari.